# Václav Horák, továrna přístrojů
Václav Horák, továrna přístrojů je bývalá továrna ve Strašnicích v Praze, která stojí v ulici Průběžná u zastávky MHD Staré Strašnice.

## Historie
Areál firmy Jílovský a spol. - vinné sklepy, postavený v letech 1921–1922 podle plánů stavitele Rudolfa Standholze, koupil v roce 1925 Václav Horák a dal jej stejnou firmou adaptovat na výrobu ochranných masek, hasicích přístrojů a dýchacích přístrojů značky Titan.
Továrna během 2. světové války vyhořela; po skončení války dala firma objekty rekonstruovat. Od 50. let 20. století vlastnil budovy n.p. Kovoslužba, který je dal přestavět.